# Симпсон, Том
Томас «Том» Симпсон (англ. Thomas Simpson, 30 ноября 1937, Хасвелл, Дарем, Англия — 13 июля 1967) — английский трековый и шоссейный велогонщик, чемпион мира 1965 года в групповой шоссейной гонке, бронзовый призёр Олимпийских игр 1956 года в командной трековой гонке преследования на 4000 м. Лучший спортсмен Великобритании по версии Би-би-си в 1965 году (первый велогонщик, удостоенный этой награды).
Спортивные прозвища — Мистер Том (англ. Mister Tom), Four-Stone Coppi.
Скончался во время 13-го этапа Тур де Франс 1967 года на склоне горы Мон-Ванту. Причиной смерти стало употребление амфетаминов в сочетании с алкоголем и нагрузки во время подъёма на гору.
Поблизости от места смерти велогонщика установлен гранитный памятник.
Племянник Симпсона Мэттью Гилмор (род. 1972) также стал велогонщиком и выиграл олимпийское серебро в Мэдисоне в 2000 году, выступая за сборную Бельгии.